# Publius Aelius Marcellus (Primus pilus)
Publius Aelius Marcellus (vollständige Namensform Publius Aelius Publi filius Papiria Marcellus) war ein im 2. und 3. Jahrhundert n. Chr. lebender Angehöriger des römischen Ritterstandes (Eques). Durch zwei Inschriften, die in Fulginiae gefunden wurden, ist seine Laufbahn bekannt.
Marcellus diente zunächst als Centurio bei den Frumentarii. Danach war er Stellvertreter des princips peregrinorum, bevor er zur Legio VII Gemina pia felix versetzt wurde, die ihr Hauptlager in León in der Provinz Hispania Tarraconensis hatte. In dieser Legion stieg er in der Hierarchie der Centurionen auf (adstato et principi) und erreichte zuletzt den Rang des Primus pilus. Im Anschluss diente er als Praefectus in zwei Legionen: in der Legio VII Claudia, die ihr Hauptlager in Viminacium in Moesia superior hatte und in der Legio I Adiutrix, die ihr Hauptlager in Brigetio in Pannonia superior hatte.
Marcellus war in der Tribus Papiria eingeschrieben und stammte aus Apulum. Er war in seiner Heimatstadt Patron und Decurio und außerdem Patron von Gemeinden in Italien, darunter Fulginiae. Darüber hinaus war er Priester (Flamen) der Laurentes Lavinates. In Apulum wurde ihm eine Inschrift errichtet und er ist dort in zwei weiteren Inschriften aufgeführt.

## Datierung
Die beiden Inschriften aus Fulginiae werden bei der Epigraphik-Datenbank Clauss-Slaby auf 193/235 datiert. Brian Dobson datiert seine Laufbahn in das 3. Jahrhundert.